# كفر شبرا اليمن
كفر شبرا اليمن إحدى قرى مركز زفتى التابع لمحافظة الغربية بجمهورية مصر العربية.

## التاريخ
الكفر مقام على أرضي قرية دمسيس التي كانت قاعدة إحدى الكور الصغرى بوجه بحري في العصر الفاطمي، وردت دمسيس في قوانين الدواوين وفي تحفة الإرشاد من أعمال جزيرة قوسينا. كما وردت في التحفة السنية لابن الجيعان والانتصار باسم دمسيس وشبراها من أعمال الغربية.
خربت دمسيس في القرن الحادي عشر الهجري وأضيف زمامها إلى شبرا اليمن وأقيم على أراضيها هذا الكفر. فصل الكفر عن شبرا اليمن في سنة 1888 من الناحية الإدارية إلا أنها بقيت تتبعه من الناحية العقارية والمالية. أصدر ناظر الداخلية قرار بضم الكفر إلى شبرا اليمن في 20 سبتمبر 1906 بناء على طلب عمدة شبرا. ثم أعيد إنشائه في 30 يناير 1944 بأمر من مجلس مديرية الغربية.

## السكان
بلغ عدد سكان كفر شبرا اليمن 6970 نسمة حسب تقدير عام 2018.
| السنة  | 1960 | 1976 | 1986 | 1996 | 2006  | 2018 |
| ------ | ---- | ---- | ---- | ---- | ----- | ---- |
| القرية | 2771 | 3672 | 4474 | 4877 | 5,699 | 6970 |